# Nagy-Inóc
Nagy-Inóc är ett berg i Ungern.   Det ligger i provinsen Pest, i den nordvästra delen av landet, 50 km norr om huvudstaden Budapest. Toppen på Nagy-Inóc är 823 meter över havet, eller 54 meter över den omgivande terrängen. Bredden vid basen är 1,5 km. Nagy-Inóc ingår i Börzsöny.
Terrängen runt Nagy-Inóc är huvudsakligen kuperad. Runt Nagy-Inóc är det ganska tätbefolkat, med 83 invånare per kvadratkilometer. Närmaste större samhälle är Esztergom, 19,7 km sydväst om Nagy-Inóc. I omgivningarna runt Nagy-Inóc växer i huvudsak lövfällande lövskog.